# Melampyrum setaceum
Melampyrum setaceum är en snyltrotsväxtart som först beskrevs av Carl Maximowicz och Ivan Vladimirovitj Palibin, och fick sitt nu gällande namn av Takenoshin Nakai. Melampyrum setaceum ingår i släktet kovaller, och familjen snyltrotsväxter. Inga underarter finns listade i Catalogue of Life.